# Vesterbro Ungdomsgård
Vesterbro Ungdomsgård er en selvejende institution beliggende på Absalonsgade på Vesterbro i København.
Stedet blev indviet i 1958 af daværende statsminister H.C. Hansen og rummer både fritidsklub, juniorklub og en ungdomsklub samt en ældreklub. Bygningen er opført 1952-53 og tegnet af stadsarkitekt F.C. Lund og Hans Christian Hansen. Ungdomsgården er kendt for sine mange aktiviteter indenfor teater og musik. Siden etableringen har de unge fra Vesterbro Ungdomsgård udgivet en række albums, og fra 1960 har man opført teaterforestillinger i husets egen teatersal. Fra 1966 har Bo Schiøler været drivkraften bag mange af projekterne.
Per Dahlstrøm har været leder på Vesterbro Ungdomsgård siden 2014.

## Nogle kendte medlemmer
- Mia Lyhne
- Mikala Dirckinck-Holmfeld
- Mike Tramp
- Ken Vedsegaard
- Erling Kølner Jensen

## Diskografi
- Vi lever på Vesterbro (1974)
- Kattejammer Rock (1976)
- Hjerteblod (1977)
- Kartoffelfolket (1978)
- Tøsesnak (1980)
- Til dig fra os (1980)
- Toves børnebørn (1981)
- Prinser og Prinsesser (1982)
- Stjernedrys (1984)
- Laser Rock (1985)
- Det sidste kys (1985)
- Ghetto Saga (1986)
- Rå roser (1987)
- Gadelarm (1988)
- Ulvehyl (1991)
- Johnny Selvsvings Blues (1993)
- Fremtidens folk (1994)
- Stenbroens stemmer (1996)
- Vesterbros bedste (1998)
- Ghandi fra gaden (1998)
- Mordet på rotternes gade (1999)
- Plejer er død (1999)
- Heksedans (2001)
- Juletid (2001)
- Kunst (2003)
- "Skizo" - (Film - VHS) (2003)
- Kult eller Ikon (2004)
- "Farveblind Af Sind" (dvd) (2004)
- "Se mig ind i Øjnene" 2004
- Poppedreng, Sukker (2006)
- Absolut Absalonsgade (2007)
- Overhalingsbanen (2008)
- "Nattens Sorte Stjerner" (2008)
- "Selvmordets Pæne Piger" (dvd) (2008)
- "Bumsebal DK" (2009)
- "Den Sidste Sang" (2010)
- "Vejviser" (2022)
- "Baby's Coming Home for Christmas" (2022)